# Lydham
Lydham is een civil parish in het bestuurlijke gebied Shropshire, in het Engelse graafschap Shropshire met 189 inwoners.